# Litolophus
Litolophus — вимерлий рід непарнопалих з надродини Chalicotherioidea. Скам'янілості знайдено в Китаї й Пакистані.
Litholophus вважається базальним членом своєї групи, оскільки відомі залишки його скелета мають більше подібності з базальними представниками інших груп непарнопалих, ніж з більш типовими представниками родини Chalicotheridae (таких як Chalicotherium). Його ноги закінчувалися копитами (а не гострими кігтями, як у Chalicotherium).